# Bellardia bisetosa
Bellardia bisetosa är en tvåvingeart som först beskrevs av Hall 1948.  Bellardia bisetosa ingår i släktet Bellardia och familjen spyflugor.
Artens utbredningsområde är New Jersey. Inga underarter finns listade i Catalogue of Life.